# 基本測量
基本測量（きほんそくりょう）とは、測量法（昭和24年法律第188号）における用語の一つであり、「すべての測量の基礎となる測量で、国土地理院の行うもの」（測量法第4条）をいう。
測量法は、「国若しくは公共団体が費用の全部若しくは一部を負担し、若しくは補助して実施する土地の測量又はこれらの測量の結果を利用する土地の測量」について、その実施の基準を定め、測量の重複を除き、測量の正確さを確保することが目的（測量法第1条）であり、「基本測量」、「公共測量」及び「基本測量及び公共測量以外の測量」をして、土地を対象として実施される測量の基準を定め、実施される測量を体系化することにより、前述の目的を達成しようとする制度となっている。
基本測量は、こうした体系化された測量制度の中でも最も基礎となる測量であり、基本測量の測量成果が公共測量や基本測量及び公共測量以外の測量に広く利用されるという、ピラミッド型の仕組みによって構成されているものである。このため、最も基本となる測量であり、かつ、すべての測量の基礎となる測量を国土地理院が実施するものを基本測量と規定しているものである。
なお、基本測量という定義は測量法の適用範囲において定義された用語であり、国土地理院が実施する測量がすべて基本測量であるということではなく、国土地理院の実施する測量のうち測量法に基づき実施される「すべての測量の基礎となる測量」が基本測量であるということになる。